# Arik Braun

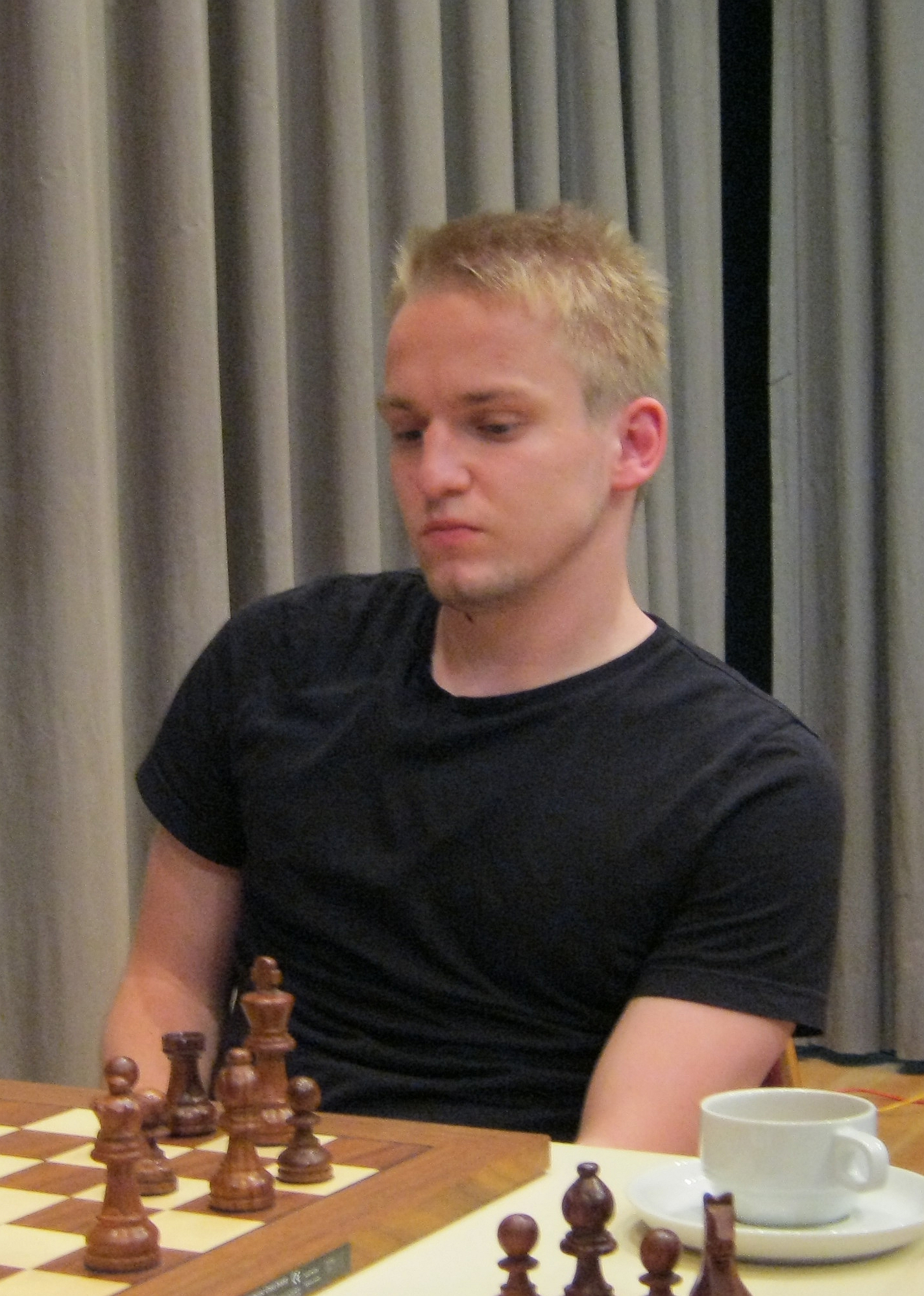
Arik Braun, 2011

Arik Braun (Aresing, 8 februari 1988) is een Duitse schaker met een FIDE-rating van 2585 in 2016. Hij is, sinds 2008, een grootmeester. Hij houdt zich onder meer bezig met schaakboksen.

## Individuele resultaten
Op vijfjarige leeftijd leerde hij schaken, op latere leeftijd werd hij lid van SV Backnang. In diverse leeftijdscategorieën werd hij jeugdkampioen van Duitsland:  in 1997 in de cat. 'tot 11 jaar' in Friedrichroda, in 2000 in de cat. 'tot 12 jaar', in 2003 in de cat. 'tot 18 jaar'. Een grote sprong voorwaarts maakte Braun in 2003, toen hij zijn rating verhoogde van 2300 tot 2445 en de titel Internationaal Meester (IM) verkreeg. De benodigde IM-normen behaalde hij bij de Duitse kampioenschappen 2001 in Altenkirchen, in augustus 2003 bij een First Saturday-toernooi in Boedapest en, eveneens in augustus 2003, bij het  Infineon Young Masters in Dresden. Braun werd tiende bij de Duitse kampioenschappen in Höckendorf in 2004. In februari 2005 speelde Braun mee in het toernooi om het kampioenschap van Duitsland in Altenkirchen en eindigde daarbij met 5.5 uit 9 op de achtste plaats.  In maart 2005 won hij de internationale, Duitse, jeugdkampioenschappen  in Deizisau. Van 29 okt. t/m 6 nov. 2005 speelde hij mee in het toernooi om het Beieren open dat na de tie-break door Aleksandar Deltsjev met 7.5 uit 9 gewonnen werd; Braun eindigde, met eveneens 7.5 uit 9, op de zevende plaats. Arik Braun werd in oktober 2006 in het  Georgische Batoemi wereldkampioen bij de jeugd, cat. 'tot 18 jaar'. In februari 2009 won hij in Saarbrücken met 7 pt. uit 9 het Duitse kampioenschap, voor  Michael Prusikin. 
Sinds november 2008 heeft hij de titel "grootmeester" (GM). De hiervoor benodigde GM-normen behaalde hij  in seizoen 2005/06 en seizoen 2007/08 van de Duitse bondscompetitie, bij het wereldkampioenschap schaken voor jeugd tot 18 jaar in 2006 en bij het WK schaken voor jeugd tot 18 jaar in 2008 in Gaziantep.

## Resultaten in schaakteams
In juli 2004 werd Arik Braun in Belgrado met het Duitse nationale jeugdteam Europees kampioen  in de cat. 'tot 18 jaar'. Braun was lid van het nationale juniorenteam dat deelnam aan de Schaakolympiade 2008 in Dresden; aan bord 2 behaalde hij  4.5 pt. uit 10 partijen.

## Schaakverenigingen
In de Duitse bondscompetitie speelde hij van 2004 tot 2015 voor Schachclub Eppingen, sinds 2015 speelt hij voor SV 1930 Hockenheim.  In de Oostenrijkse bondscompetitie  speelt hij sinds  2005 voor SK Hohenems, waarmee hij in 2008 deelnam aan de European Club Cup en in 2014 kampioen van Oostenrijk werd. 

## Externe koppelingen
- (en)   Informatie over schaakpartijen van Arik Braun op ChessGames.com
- (en)   Informatie over schaakpartijen van Arik Braun op 365chess.com
- (en)  FIDE-ratinggegevens voor Arik Braun